# Сантьяго Касарес Кірога
Сантьяго Касарес Кірога (ісп. Santiago Casares Quiroga; 8 травня 1884 — 17 лютого 1950) — іспанський політик, морський міністр, міністр внутрішніх справ, голова уряду Другої республіки 1936 року.

## Кар'єра
Після проголошення Другої республіки Кірога став морським міністром у перехідному уряді. В кабінеті Мануеля Асаньї він отримав пост міністра внутрішніх справ. 1936 року Асанья став президентом, а Кірога очолив уряд. Утім він не зміг упоратись із франкістським путчем, через що залишив пост прем'єр-міністра одразу після початку громадянської війни. Відтоді він пішов з політичного життя, а 1939 року виїхав до Франції.
Дочкою Сантьяго Касареса Кіроги була відома акторка Марія Касарес.